# Premi BAFTA 2003
La 56ª edizione dei British Academy Film Awards ha avuto luogo il 23 febbraio 2003.

## Vincitori e candidati
I vincitori sono indicati in grassetto.

### Miglior film
- Il pianista (The Pianist), regia di Roman Polański
- Chicago, regia di Rob Marshall
- Gangs of New York, regia di Martin Scorsese
- The Hours, regia di Stephen Daldry
- Il Signore degli Anelli - Le due torri (The Lord of the Rings: The Two Towers), regia di Peter Jackson

### Miglior film britannico
- The Warrior, regia di Asif Kapadia
- Sognando Beckham (Bend It Like Beckham), regia di Gurinder Chadha
- The Hours
- Magdalene, regia di Peter Mullan

### Miglior film non in lingua inglese
- Parla con lei (Hable con ella), regia di Pedro Almodóvar • Spagna
- City of God, regia di Fernando Meirelles • Brasile
- Devdas, regia di Sanjay Leela Bhansali • India
- The Warrior • Regno Unito
- Y tu mamá también - Anche tua madre (Y tu mamá también), regia di Alfonso Cuarón • Messico

### Miglior regista
- Roman Polański – Il pianista (The Pianist)
- Stephen Daldry – The Hours
- Peter Jackson – Il Signore degli Anelli - Le due torri (The Lord of the Rings: The Two Towers)
- Rob Marshall – Chicago
- Martin Scorsese – Gangs of New York

### Miglior attore protagonista
- Daniel Day-Lewis – Gangs of New York
- Adrien Brody – Il pianista (The Pianist)
- Nicolas Cage – Il ladro di orchidee (Adaptation.)
- Michael Caine – The Quiet American
- Jack Nicholson – A proposito di Schmidt (About Schmidt)

### Miglior attrice protagonista
- Nicole Kidman – The Hours
- Halle Berry – Monster's Ball - L'ombra della vita (Monster's Ball)
- Salma Hayek – Frida
- Meryl Streep – The Hours
- Renée Zellweger – Chicago

### Miglior attore non protagonista
- Christopher Walken – Prova a prendermi (Catch Me If You Can)
- Chris Cooper – Il ladro di orchidee (Adaptation.)
- Ed Harris – The Hours
- Alfred Molina – Frida
- Paul Newman – Era mio padre (Road to Perdition)

### Miglior attrice non protagonista
- Catherine Zeta-Jones – Chicago
- Toni Collette – About a Boy - Un ragazzo (About a Boy)
- Queen Latifah – Chicago
- Julianne Moore – The Hours
- Meryl Streep – Il ladro di orchidee (Adaptation.)

### Miglior sceneggiatura originale
- Pedro Almodóvar – Parla con lei (Hable con ella)
- Jay Cocks, Steven Zaillian e Kenneth Lonergan – Gangs of New York
- Steven Knight – Piccoli affari sporchi (Dirty Pretty Things)
- Peter Mullan – Magdalene
- Carlos Cuarón e Alfonso Cuarón – Y tu mamá también - Anche tua madre (Y tu mamá también)

### Miglior sceneggiatura non originale
- Charlie Kaufman – Il ladro di orchidee (Adaptation.)
- Peter Hedges, Chris Weitz, Paul Weitz – About a Boy - Un ragazzo (About a Boy)
- David Hare – The Hours
- Ronald Harwood – Il pianista (The Pianist)
- Jeff Nathanson – Prova a prendermi (Catch Me If You Can)

### Miglior fotografia
- Conrad L. Hall – Era mio padre (Road to Perdition)
- Michael Ballhaus – Gangs of New York
- Dion Beebe – Chicago
- Andrew Lesnie – Il Signore degli Anelli - Le due torri (The Lord of the Rings: The Two Towers)
- Paweł Edelman – Il pianista (The Pianist)

### Migliori scenografie
- Dennis Gassner – Era mio padre (Road to Perdition)
- Stuart Craig – Harry Potter e la camera dei segreti (Harry Potter and the Chamber of Secrets)
- Dante Ferretti – Gangs of New York
- Grant Major – Il Signore degli Anelli - Le due torri (The Lord of the Rings: The Two Towers)
- John Myhre – Chicago

### Migliori musiche
- Philip Glass – The Hours
- Danny Elfman, John Kander e Fred Ebb – Chicago
- Howard Shore – Gangs of New York
- Wojciech Kilar – Il pianista (The Pianist)
- John Williams – Prova a prendermi (Catch Me If You Can)

### Miglior montaggio
- Daniel Rezende – City of God
- Peter Boyle – The Hours
- Michael Horton e Jabez Olssen – Il Signore degli Anelli - Le due torri (The Lord of the Rings: The Two Towers)
- Thelma Schoonmaker – Gangs of New York
- Martin Walsh – Chicago

### Migliori costumi
- Ngila Dickson e Richard Taylor – Il Signore degli Anelli - Le due torri (The Lord of the Rings: The Two Towers)
- Colleen Atwood – Chicago
- Sandy Powell – Gangs of New York
- Julie Weiss – Frida
- Mary Zophres – Prova a prendermi (Catch Me If You Can)

### Miglior trucco e acconciature
- Frida – Judy Chin, Beatrice De Alba, John E. Jackson e Regina Reyes
- Chicago – Jordan Samuel e Judi Cooper-Sealy
- Gangs of New York – Manlio Rocchetti e Aldo Signoretti
- The Hours – Ivana Primorac, Conor O'Sullivan e Jo Allen
- Il Signore degli Anelli - Le due torri (The Lord of the Rings: The Two Towers) – Peter Owen, Peter King e Richard Taylor

### Miglior sonoro
- Chicago – Michael Minkler, Dominick Tavella, David Lee e Maurice Schel
- Gangs of New York – Tom Fleischman, Ivan Sharrock, Eugene Gearty e Philip Stockton
- Harry Potter e la camera dei segreti (Harry Potter and the Chamber of Secrets) – Randy Thom, Dennis Leonard, John Midgley, Ray Merrin, Graham Daniel e Rick Kline
- Il Signore degli Anelli - Le due torri (The Lord of the Rings: The Two Towers) – Ethan Van der Ryn, David Farmer, Mike Hopkins, Hammond Peek, Christopher Boyes, Michael Semanick e Michael Hedges
- Il pianista (The Pianist) – Jean-Marie Blondel, Dean Humphreys e Gérard Hardy

### Migliori effetti speciali
- Il Signore degli Anelli - Le due torri (The Lord of the Rings: The Two Towers) – Jim Rygiel, Joe Letteri, Randall William Cook, Alex Funke
- Gangs of New York – R. Bruce Steinheimer, Michael Owens, Edward Hirsh e Jon Alexander
- Harry Potter e la camera dei segreti (Harry Potter and the Chamber of Secrets) – Jim Mitchell, Nick Davis, John Richardson, Bill George e Nick Dudman
- Minority Report – Scott Farrar, Michael Lantieri, Nathan McGuinness e Henry LaBounta
- Spider-man – John Dykstra, Scott Stokdyk, John Fraziere Anthony LaMolinara

### Miglior cortometraggio
- My Wrongs 8245-8249 and 117, regia di Chris Morris
- Bouncer, regia di Michael Baig-Clifford
- Candy Bar Kid, regia di Shan Khan
- Good Night, regia di Sun-Young Chun
- The Most Beautiful Man in the World, regia di Alicia Duffy
- Rank, regia di David Yates

### Miglior cortometraggio d'animazione
- Fish Never Sleep, regia di Gaëlle Denis
- The Chubbchubbs!, regia di Eric Armstrong
- The Dog Who Was a Cat Inside, regia di Siri Melchior
- Sap, regia di Hyun-Joo Kim
- Wedding Espresso, regia di Sandra Ensby

### Miglior esordio britannico da regista, sceneggiatore o produttore
- Asif Kapadia (regista/co-sceneggiatore) – The Warrior
- Simon Bent (sceneggiatore) – Christie Malry's Own Double-Entry
- Lucy Darwin (produttrice) – Lost in La Mancha
- Duncan Roy (regista/sceneggiatore) – AKA